# Xã Fleming, Quận Aitkin, Minnesota
Xã Fleming (tiếng Anh: Fleming Township) là một xã thuộc quận Aitkin, tiểu bang Minnesota, Hoa Kỳ. Năm 2010, dân số của xã này là 312 người.